# Homalothecium
Homalotecium is een geslacht van mos uit de familie Brachytheciaceae. De soorten zijn komen voor in het holarctisch gebied.

## Kenmerken
De liggende tot opgaande planten zijn middelgroot tot sterk, groen, geelachtig of bruingroen en vormen vaak grotere gazons. De stengels hebben in dwarsdoorsnede een centrale stam, zijn onregelmatig tot vrij regelmatig veervormig vertakt en zijn evenals de rechte of gebogen takken meestal dichtbebladerd. De uitgestrekte tot rechtopstaande bladeren zijn lancetvormig of smal driehoekig (het breedst net boven de bladbasis), toegespitst en sterk in de lengterichting gerimpeld. De bladranden zijn geheel tot gekarteld, bij sommige soorten in het gebied van de bladvleugels met scherpe naar achteren gebogen tanden. De sterke nerf van het blad strekt zich in ieder geval uit tot het midden van het blad of zelfs tot aan de punt van het blad. De laminacellen zijn lineair, de cellen van de bladbasis kort, klein en dikwandig; de ongeveer afgeronde vierkante bladvleugelcellen zijn min of meer goed afgebakend van de naburige cellen.
De soorten zijn tweehuizig. De rechte seta is ruw of glad, de sporenkapsels rechtopstaand tot horizontaal en ovaal tot kort cilindrisch, het peristoom conisch tot snavelvormig.

## Soorten
Het geslacht Homalothecium is monofyletisch en heeft wereldwijd ongeveer 20 soorten. Soorten die vroeger tot de geslachten Camptothecium of Trachybryum behoorden, werden overgebracht naar Homalothecium.
De volgende soorten komen voor in Nederland:
- Smaragdmos (Homalothecium lutescens)
- Gewoon zijdemos (Homalothecium sericeum)

## Naam
Etymologie van Homalothecium  vertaalt ruwweg uit het Latijn als "even geval" en erwijst naar de rechte zijden van de sporenkapsels van veel van de soorten binnen dit geslacht.